# Rakonitzer Roller

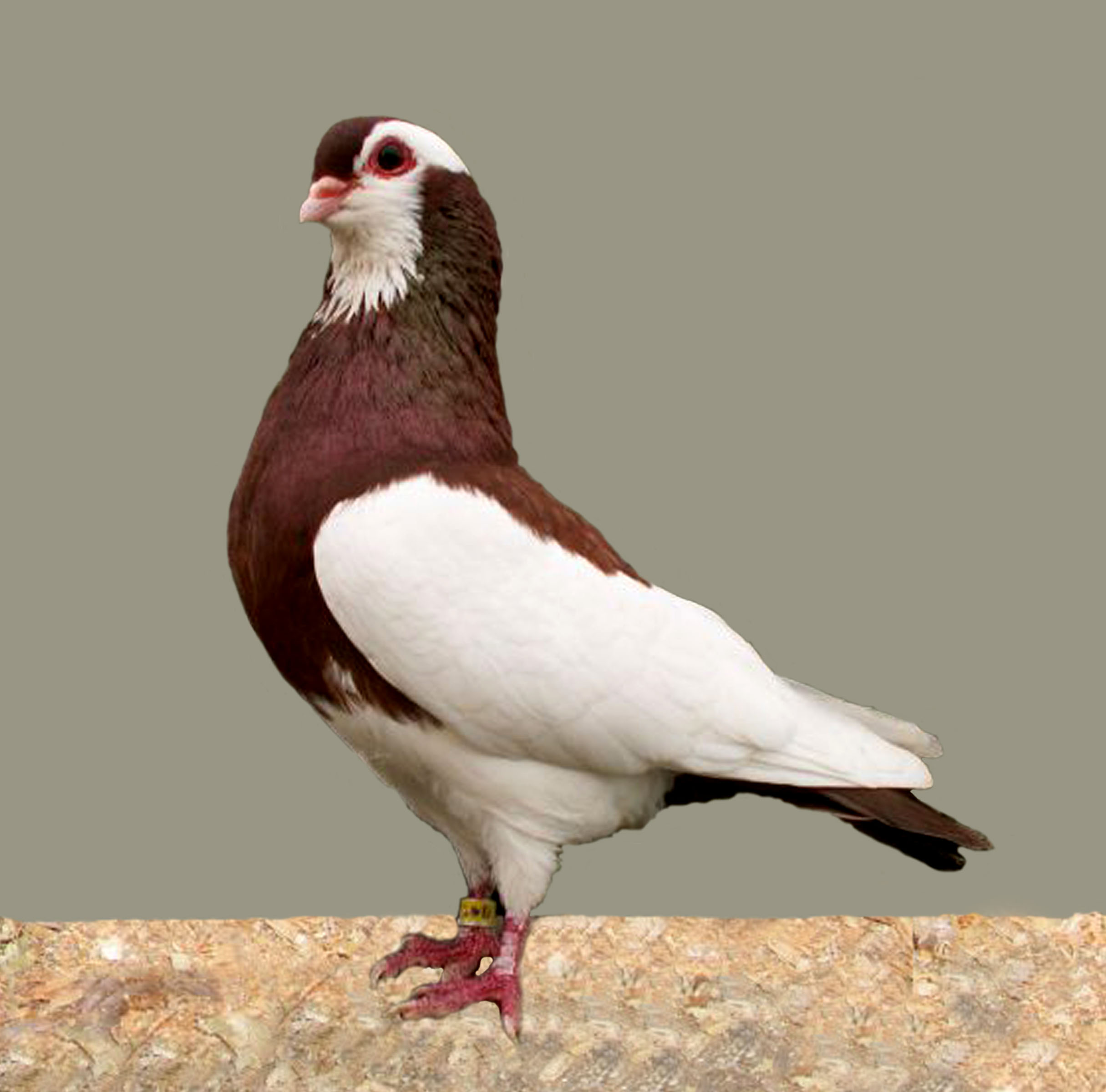
Rakonitzer Roller, rot geelstert

Der Rakonitzer Roller ist eine Haustaubenrasse und gehört zu den Tümmlertauben.

## Musterbeschreibung
- Herkunft: In der Gegend um Rakonitz (Tschechien) im 19. Jahrhundert erzüchtet.
- Gesamteindruck: Mittelgroße, lebhafte Taube mit leicht abfallender Haltung; die als guter Flieger (Roller) bekannt ist.
- Rassemerkmale:
  - Kopf: Klein mit breiter Stirn und leicht abgeflachtem Scheitel ohne Kanten, glatt.
  - Augen: Dunkel, Augenrand fein und intensiv rot.
  - Schnabel: Knapp mittellang, stumpf, breit angesetzt, mäßig gesenkt, rosa fleischfarbig.
  - Hals: Kurz, verhältnismäßig breit aus den Schultern kommend, sich zum Kopf hin nur mäßig verjüngend, Kehle gut ausgerundet.
  - Brust: Breit, gut gerundet, etwas vorgewölbt, leicht angehoben.
  - Rücken: In den Schultern breit, leicht gewölbt, nach hinten sich verjüngend.
  - Flügel: Breit, am Körper fest anliegen, den Rücken deckend, auf dem Schwanz getragen ohne sich zu kreuzen, die Schwanzspitze nicht erreichend.
  - Schwanz: Kurz, gut geschlossen, mit dem Rücken eine Linie bildend.
  - Läufe: Kurz, unbefiedert, (Krallenfarbe der Schnabelfarbe entsprechend).
- Farbschläge: Geganselt in Schwarz, Blau, Blaugehämmert, Silber, Rot und Gelb.
- Bewertung: Gesamteindruck • Körperform und -haltung • Kopf und Schnabel • Augenrand • Zeichnung und Farbe
- Ringgröße: 7